# 김지안 (축구 선수)
김지안(한국 한자: 金文基, 1995년 12월 30일 ~ )은 대한민국의 축구 선수이며, 포지션은 미드필더이다.